# Station Brierfield
Brierfield is een spoorwegstation van National Rail in Pendle in Engeland. Het station is eigendom van Network Rail en wordt beheerd door Northern Rail. 